# Hans Dietrich Michelsen
Hans Dietrich Michelsen (ur. 22 maja 1914 w Bad Harzburg) – zbrodniarz hitlerowski, kapitan Wehrmachtu, odpowiedzialny za rozstrzelanie co najmniej czterech cywilów w sierpniu 1944 roku w Grotta Maona w pobliżu miasta Pistoia w Toskanii. W 2008 roku został skazany przez sąd wojskowy w La Spezia na dożywocie.